# 초원 마리어
초원 마리어(олык марий, 러시아어: Луговомарийский язык, 영어: Meadow Mari)는 마리어의 한 변종으로, 산지 마리어와 함께 러시아 마리엘 공화국의 공용어로 지정되어 있다. 동부 마리어와 엄밀히는 구분되는 방언이나 이 역시 표준 문어는 초원 마리어의 것을 쓰며, 합쳐서 "동부 마리어" 또는 초원-동부 마리어(лугововосточный марийский язык)라고 부르기도 한다.

## 같이 보기
- 마리어
- 초원 마리인